# Lingenfeld
Lingenfeld – miejscowość i gmina w Niemczech, w kraju związkowym Nadrenia-Palatynat, w powiecie Germersheim, siedziba gminy związkowej Lingenfeld.